# Parafia św. Bartłomieja Apostoła w Charłupii Wielkiej
Parafia Świętego Bartłomieja Apostoła w Charłupi Wielkiej – parafia rzymskokatolicka z siedzibą w Charłupi Wielkiej, znajdująca się w diecezji włocławskiej, w dekanacie sieradzkim II. 